# جيوفاني غونزاليس
جيوفاني غونزاليس (بالإسبانية: Giovanni González)‏ (20 سبتمبر 1994 بمونتفيدو في الأوروغواي - ) هو لاعب كرة قدم أوروغواني في مركز الدفاع. لعب مع ريفر بليت.

## وصلات خارجية
- جيوفاني غونزاليس على موقع قاعدة بيانات كرة القدم.إي يو (الإنجليزية)
- جيوفاني غونزاليس على موقع ناشيونال فوتبول تيمز (الإنجليزية)
- جيوفاني غونزاليس على موقع Soccerway.com (الإنجليزية)
- جيوفاني غونزاليس على موقع عالم كرة القدم.نت (الإنجليزية)